# James Henry
James Henry est un footballeur anglais né le 10 juin 1989 à Reading.

## Carrière
Le 31 août 2016 il est prêté à Bolton Wanderers .
Le 12 juillet 2017, il rejoint Oxford United.
- 2006-2010 : Reading  Angleterre
- 2007 : → Nottingham Forest (prêt)  Angleterre
- 2007-2008 : → AFC Bournemouth (prêt)  Angleterre
- 2008 : → Norwich City (prêt)  Angleterre
- 2009 : → Millwall (prêt)  Angleterre
- 2010-2013 : Millwall  Angleterre
- 2013- : → Wolverhampton Wanderers  Angleterre
- 2014- : Wolverhampton Wanderers  Angleterre